# Darío Barrio

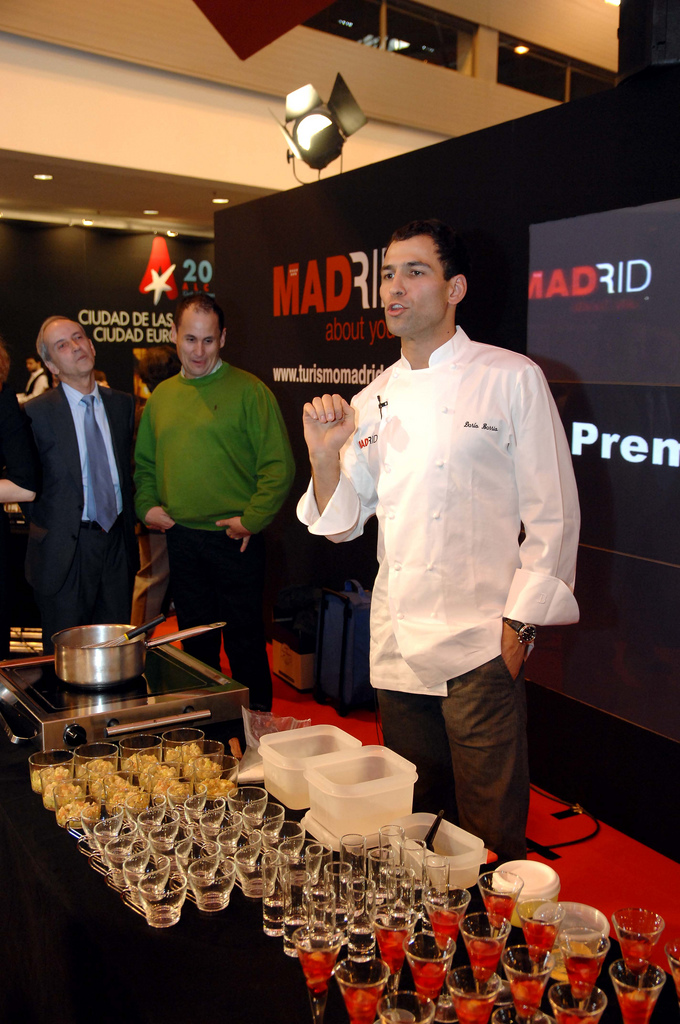
Darío Barrio (2009)

Darío Barrio Domínguez (* 11. Dezember 1972 in Madrid; † 6. Juni 2014 in Segura de la Sierra, Jaén) war ein spanischer Koch. Bekannt wurde er durch seine zahlreichen Auftritte im Fernsehen.

## Leben
Barrio betrieb in Madrid das Prominentenlokal dASSA bASSA.
Barrio starb 2014 bei einem Objektsprung-Unfall mit einem Flügelanzug im Rahmen des Festivals El Yelmo. Barrios Auftritt war als Hommage an den Fernsehmoderator Álvaro Bultó gedacht, der im Jahr zuvor unter ähnlichen Umständen ums Leben gekommen war.